# Шахта «Гігант-Глибока»

Макет шахти «Гігант-Глибока»

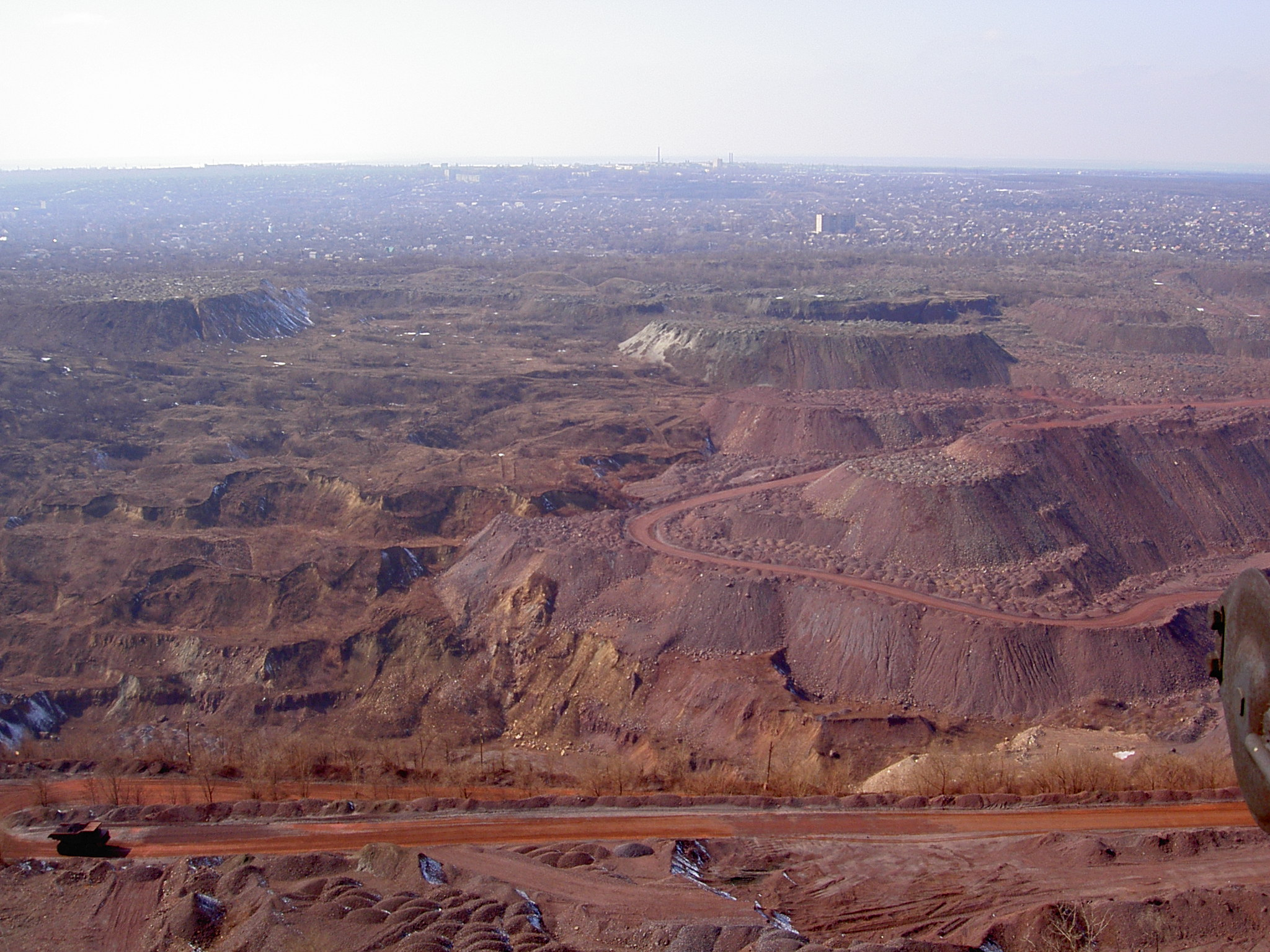
Вид з копру шахти "Гігант"

Шахта «Гігант-Глибока» — шахта ЦГЗК (раніше входила до складу копальні ім. Ф. Е. Дзержинського) в Криворізькому залізорудному басейні. Була однією з найбільших в промисловості чорної металургії України.
Стала до ладу в 1962. Шахтне поле розкрите вертикальним стволом, обладнаним двоскіповою і одноклітьовою багатоканатними підіймальними установками. Скіпи з донним розвантаженням вантажопідйомністю 50 т кожний, кліть двоповерхова. Система розробки — підповерхове обвалення з різними варіантами. Відбійка руди глибокими свердловинами (80,1 %) і шпурами (19,9 %). Рудопідготовка здійснюється на дробильно-сортувальній фабриці шахти.
Максимальна проектна потужність видобутку залізної руди на шахті становила 7,4 млн. тонн на рік. Станом на 1984 — 1,2 млн. тонн. Загальний видобуток за весь період експлуатації родовища шахти склала 379 390 000 тонн.
На середину 2010-х діє в режимі гідрозахисту.

## Історія
- 1881 — початок експлуатації родовища відкритим методом;
- 1957 — відкрито шахта «Саксагань»;
- 1959—1962 — введена в експлуатацію шахта «Гігант»;
- 1975, 22 травня — на руднику ім. Ф. Е. Дзержинського здобута 2-мільярдна тонна руди з початку гірничих робіт у Кривбасі;
- 1978 — закінчення розробки виключно багатих залізних руд, початок видобутку магнетитових кварцитів;
- 1997 — припинено видобуток магнетитових кварцитів, початок роботи в режимі гідрозахисту;
- 2005 — входження до складу Центрального гірничо-збагачувального комбінату.

### Закриття
Після відпрацювання покладів багатих руд шахтою розроблялися поклади магнетитових кварцитів. Внаслідок економічної неефективності їх розробки в 1997 році шахта була закрита як видобувна. На базі Гігант-глибокої в тому ж році була створена шахта «Гігант-дренажна», як структурний підрозділ державного підприємства Кривбасреструктуризація. Шахта починає працювати в режимі гідрозахисту за рахунок державного бюджету.

### У складі ЦГЗК
У серпні 2004 року Дніпропетровська обласна рада видала спеціальне розпорядження на видобуток корисних копалин Центральному гірничо-збагачувальному комбінату на шахті «Гігант-дренажна».
2 вересня ЦГЗК отримав ліцензію на експлуатацію надр шахти строком на 10 років.
У складі ЦГЗК шахта «Гігант-дренажна» була знову перейменована в «Гігант-глибока».

Цікавий факт, що кожні 15 років шахта стає глибшою на 150 метрів. 